# Tetrabromethan
Tetrabromethan (TBE) je organická sloučenina, tetrabromderivát ethanu. Přestože existuje i 1,1,1,2-tetrabromethan, tak se tento název většinou používá pro 1,1,2,2-tetrabromethan, který je termodynamicky stabilnější.
Na organickou sloučeninu je jeho hustota (téměř 3 g/cm3) neobvykle velká, což je způsobeno čtveřicí atomů bromu. Při pokojové teplotě to je kapalina. Používá se k oddělování minerálů z hornin pomocí preferenční flotace. Písek, vápenec, dolomit a podobné minerály plovou na povrchu TBE, zatímco sfalerit, galenit a pyrit se potopí. Podobná sloučenina bromoform se také občas používá k těmto účelům, TBE je nicméně vhodnější, protože má širší rozmezí teplot, ve kterém je kapalný, a nižší tlak par.
Jsou známy případy akutní otravy TBE.